# Маршевая стопа
Маршевая стопа — патологический результат постепенной перестройки плюсневых костей под влиянием длительной неадекватной нагрузки, как правило возникающий в средней трети диафиза II или III, иногда IV или V. Очень часто встречается у военнослужащих в начальный период воинской службы, после совершения марш-бросков, кроссов или долговременных упражнений по строевой подготовке. Также может проявляться у женщин после изменений в фасоне носимой обуви или у лиц, выполняющих работу, связанную с длительным стоянием на ногах, ходьбой, переноской грузов и т. п. Развитию маршевой стопы способствует новая, непривычная или плохо подогнанная обувь, а среди основных предрасполагающих факторов выделяют плоскостопие, омозолелости, потёртости, вальгусные и варгусные искривления костей голени.
Маршевая стопа также известна под названиями маршевый перелом, маршевая болезнь, стресс перелом, болезнь Дейчлендера, перелом новобранцев, перегруженная стопа, маршевый периостит. По современным представлениям природа маршевой стопы не имеет отношения ни к переломам, ни к неполным переломам, ни к микропереломам, а патогенез костных изменений является следствием комплексных нейротрофических и мышечных явлений, которые сопровождаются нарушением кровообращения, лимфотока и обмена веществ в костных тканях.

## Симптоматика
Маршевая стопа обычно проявляет себя в виде хромоты, сильных болей в переднем отделе ступни и невозможности наступать на неё (без какой бы то ни было явной травмы). Развитие заболевания протекает в двух основных формах:
- Первая и наиболее вероятная — острая, возникает на вторые или третьи сутки после перегрузки (совершения марша) и сопровождается ярко выраженными клиническими проявлениями.
- Вторая форма развивается исподволь и является первично хронической.

На тыльной части стопы над диафизом II и III (иногда IV и V) плюсневой кости формируется твёрдая припухлость и отёчность мягких тканей, сама кожа, как правило, не имеет изменений, но могут быть обнаружены гиперемия, цианоз и усиленный венозный рисунок.

## Диагностика, лечение и профилактика
Определяющее значение для диагностики маршевой стопы имеют рентгенологические методы, однако опыт показывает, что заметные на рентгенограммах изменения появляются только на четвёртую-восьмую неделю после первых признаков боли.
Курс лечения носит консервативный характер, назначается разгрузка или иммобилизация  конечностей с помощью гипсовой повязки на срок до трёх-четырёх недель, физиотерапия, массаж, лечебные физупражнения.
Профилактика сводится к медицинскому наблюдению за личным составом и подборе для них рациональной и хорошо разношенной обуви.